# Кобыльсков, Геннадий Павлович
Геннадий Павлович Кобыльсков (28 августа 1945, Сердобск, Пензенская область, СССР) — советский футболист, защитник.

## Карьера
Воспитанник куйбышевской школы «Заря». В школе Кобыльсков выделялся трудолюбием, самоотверженностью, неуступчивостью в борьбе за мяч и умелым выбором позиции. В 1965—1967 служил в куйбышевском СКА. В 1967 стал чемпионом первенства вооруженных сил.
В конце 1967 года перешёл в куйбышевский «Металлург» игравший во второй лиге. В 1968 году Кобыльсков стал играть в основном составе. После расформирования клуба в 1970 году перешёл в куйбышевские «Крылья Советов». С 1973 — в тольяттинском «Торпедо».
С 1976 года на тренерской работе в ДЮСШ «Салют» (1976—1991) и ДЮСШ № 9 (1992—1996). С 1996 года работал директором самарской ДЮСШ № 9.

## Достижения
- заслуженный ветеран[8] «Крыльев Советов»
- чемпион Куйбышевской области: 1965

## Клубная статистика
| Выступление               | Выступление      | Выступление      | Лига | Лига | Кубок | Кубок | Итого | Итого |
| Клуб                      | Лига             | Сезон            | Игры | Голы | Игры  | Голы  | Игры  | Голы  |
| ------------------------- | ---------------- | ---------------- | ---- | ---- | ----- | ----- | ----- | ----- |
| Металлург (Куйбышев)      | первая           | 1968             | 31   | 0    | —     | —     | 31    | 0     |
| Металлург (Куйбышев)      | первая           | 1969             | 34   | 1    | —     | —     | 34    | 1     |
| Металлург (Куйбышев)      | Итого            | Итого            | 65   | 1    | —     | —     | 65    | 1     |
| Крылья Советов (Куйбышев) | первая           | 1970             | 42   | 1    | 3     | 0     | 45    | 1     |
| Крылья Советов (Куйбышев) | первая           | 1971             | 37   | 1    | 2     | 0     | 39    | 1     |
| Крылья Советов (Куйбышев) | первая           | 1972             | 7    | 0    | —     | —     | 7     | 0     |
| Крылья Советов (Куйбышев) | первая           | 1973             | 12   | 0    | 1     | 0     | 13    | 0     |
| Крылья Советов (Куйбышев) | Итого            | Итого            | 98   | 2    | 6     | 0     | 104   | 2     |
| Торпедо (Тольятти)        | вторая           | 1973             | 12   | 0    | —     | —     | 12    | 0     |
| Торпедо (Тольятти)        | вторая           | 1974             | 38   | 0    | 1     | 0     | 39    | 0     |
| Торпедо (Тольятти)        | вторая           | 1975             | 17   | 0    | —     | —     | 17    | 0     |
| Торпедо (Тольятти)        | Итого            | Итого            | 67   | 0    | —     | —     | 67    | 0     |
| Всего за карьеру          | Всего за карьеру | Всего за карьеру | 230  | 3    | 7     | 1     | 237   | 4     |

## Семья
- внук Илья Кобыльсков — игрок академии «Крылья Советов»[9]